# 라나 아자디바르
라나 아자디바르(페르시아어: رعنا آزادی‌ور, 영어: Rana Azadivar,, 1983년 4월 6일 ~ )는 이란의 배우이다.